# 섹스 중독자의 고백
섹스 중독자의 고백(Diary Of A Sex Addict)은 미국에서 제작된 조셉 브러츠먼 감독의 2001년 드라마 영화이다. 나스타샤 킨스키 등이 주연으로 출연하였고 글렌 S. 게이너 등이 제작에 참여하였다.

## 출연

### 주연
- 나스타샤 킨스키
- 마이클 데스 바레스

### 조연
- 로잔나 아퀘트
- 에드 비글리 주니어
- 아비바 게일
- 알렉산드라 폴
- 콜 스프로즈
- 딜란 스프로즈
- 트로이 윈버쉬